# 陳少霞
陳少霞（英語：Hazel Chan Siu-ha，1974年9月9日—），曾改藝名為「陳采嵐」，曾為香港電影女演員、前無綫電視及亞洲電視女藝員。

## 早年生活
陳少霞生於廣東湛江，幼年曾隨家人居於惠州、廣州，6歲時與兄長隨家人移居香港。小學三年級時父母離異。

## 演藝經歷
1992年，17歲的陳少霞就讀禮賢會彭學高紀念中學五年級時，被張艾嘉監製電影《哥哥的情人》的劇組所發掘，演出片中的少女主角，並獲提名香港電影金像獎最佳新演員，從而進入演藝圈。其後一段時間張艾嘉仍有招待陳少霞到家中作客，傳授電影圈心得。及後陳少霞參與了多部電影及香港電台劇集，包括劉德華有份投資並主演的《天與地》（1994年）。
陳少霞其後簽約無綫，期間曾飾演了《笑傲江湖》 的岳靈珊（小師妹）、《狀王宋世傑》的袁小燕、《鹿鼎記》可愛的雙兒、《烈火雄心》的搞笑太妹飛鳳（和錢嘉樂一對）、《倚天屠龍記》的殷離（蛛兒）等，當時曾經被認為最有前途的女演員，並曾為無綫電視部頭合約女藝員。她是一名虔誠的基督徒。
傳言陳少霞曾是劉德華重金栽培的對象，劉德華視其為唯一徒弟，但陳少霞最終選擇離開劉德華的公司，致使兩人關係破裂（一說指加盟無綫電視，一說指結婚，以前者較為合理）。然而2016年兩人在派對碰頭，並發布合照，証實當時關係良好。

## 個人生活

### 前夫
陳少霞在2000年演完《倚天屠龍記》後背叛劉德華就離開無綫電視，和一名澳洲籍華裔商人結婚後退出娛樂圈，兩人育有兩女。丈夫在2008年因生意失敗而破產，最後離婚，前夫則於2012年病逝。
前夫破產後，陳少霞為養育女兒復出，本來欲重返無綫，但因無綫不接納，經唐文龍作引，轉簽亞洲電視，但其後離開亞視，並於2013年與内地某經理人簽下經理人合約，主攻内地市場。

### 現任丈夫
2016年7月，陳少霞與富商李文輝結婚，婚訊於8月公佈，並計劃於9月29日於香港舉辦婚宴。
2019年7月11日，陳少霞順利誕下重6.2磅的千金李書雅（Esther），母女平安。 同年，陳少霞投資八位數創業，獲丈夫借出遊艇拍攝造型照和宣傳片。

## 演出作品

### 電視劇（無綫電視）
| 年份   | 劇名           | 角色                       | 演出性質       |
| 1995年 | 總有出頭天     | 呂宛兒                     | 第二女主角     |
| 1996年 | 笑傲江湖       | 岳靈珊                     | 第二女主角     |
| 1997年 | 濟公           | 藍                         | 第二女主角     |
| 1997年 | 苗翠花         | 李小環                     | 第二女主角     |
| 1997年 | 狀王宋世傑     | 袁小燕                     | 第三女主角     |
| 1998年 | 鹿鼎記         | 雙兒                       | 七大女主角之一 |
| 1998年 | 烈火雄心       | 成鳳                       | 女配角         |
| 1999年 | 鑑證實錄II     | 袁天晴 (Julia)             | 女配角         |
| 1999年 | 刑事偵緝檔案IV | 鍾瑩（檔案四：King之碎片） | 單元女主角     |
| 2001年 | 倚天屠龍記     | 蛛兒                       | 四大女主角之一 |

### 電視劇（亞洲電視）
| 年份   | 劇名     | 角色   |
| 2008年 | 火蝴蝶   | 章學風 |
| 2010年 | 法網群英 | 劉美美 |

### 電視劇（香港電台）
| 年份   | 劇名                   | 角色   |
| 1993年 | 驕陽歲月: 尋尋覓覓     | 阿欣   |
| 1994年 | 四海一家               | 鄧秋菊 |
| 1995年 | 歲月流情：兩個人在途上 | 沈彤彤 |

### 電影
| 年份   | 片名                                   | 角色                     |
| 1993年 | 哥哥的情人                             | 「半尺」（水上人家女兒） |
| 1993年 | 搶錢夫妻                               | 蔣家詩                   |
| 1994年 | 天與地                                 | 素素                     |
| 1994年 | 青春火花                               | 彈弓                     |
| 1994年 | 香港淪陷                               | 羅愛弟                   |
| 1995年 | 現代蠱惑仔                             |                          |
| 1995年 | 銅馬鐵燕傳奇（又稱《少林十八小銅人》） |                          |
| 1996年 | 旺角的天空2之男燒衣                    | Candy                    |
| 2016年 | 此情此刻                               | 梁慧儀                   |

## 主持作品

### 電視節目（無綫電視）
| 年份   | 節目名                                           |
| 1996年 | 永安旅遊話你知：點解泰國咁好玩（系列第13、14集） |
| 1997年 | 永安中國旅遊年 吃喝玩樂在廣東                    |
| 1998年 | 永安旅遊話你知：點解日本咁好玩（系列第48-50集）  |
| 1999年 | 永安旅遊話你知：點解廣東咁好玩（系列第63-65集）  |

### 電視節目（亞洲電視）
| 年份   | 節目名     |
| 2011年 | 四季養生堂 |

## 獎項
| 年份   | 頒獎典禮             | 獎項       | 影片       | 結果 |
| 1994年 | 第13屆香港電影金像獎 | 最佳新演員 | 哥哥的情人 | 提名 |

## 評價
1994年《電影雙周刊》曾引述張艾嘉及導演張之亮對她的評價。當時張之亮認為年紀尚輕的她顯得天真，不太懂處世之道，面對不同記者或導演時的表現取決於是否投緣，也不夠專心；張艾嘉亦稱她天真，並認為她聰明、具演戲天份、工作賣力，唯擔心其外形與身形。

## 備註
1. ↑  此篇訪問提及1994年9月9日便踏入20歲，當為1974年出生。

## 外部連結
- 陳少霞cherie的新浪微博
- 陳少霞在互联网电影资料库（IMDb）上的資料（英文）
- 陳少霞在香港影庫上的簡介
- 陳少霞在豆瓣上的资料（简体中文）
- 陳少霞在时光网上的簡介（简体中文）